# Lactarius speciosus
Lactarius speciosus é um fungo que pertence ao gênero de cogumelos Lactarius na ordem Russulales. Encontrado na América do Norte, foi descrito cientificamente pelo micologista francês Henri Romagnesi em 1957.